# Sesquioxide
Sesquioxide sind chemische Verbindungen, genauer Oxide, die ein Verhältnis des Metalls oder Halbmetalls zu Sauerstoff von 1 : 1,5 aufweisen (sesqui = „eineinhalbfach“).
Sesquioxide mit einer stöchiometrisch genauen Zusammensetzung haben daher die allgemeine Summenformel A2O3, wobei A die Oxidationszahl +III besitzt. Sesquioxide bilden zumeist kristalline Feststoffe. 
Beispiele für Metallsesquioxide:
- Eisen(III)-oxid Fe2O3: Eisensesquioxid, in der Natur als Mineral Hämatit
- Aluminiumoxid Al2O3: Aluminiumsesquioxid, in der Natur als Mineral Korund
- die Oxide der dreiwertigen Selten-Erd-Metalle

In natürlich gewachsenen Böden sind insbesondere Eisen(III)-oxid, Mangan(III)-oxid und Aluminiumoxid von Bedeutung. Der Begriff Sesquioxide steht daher in der Bodenkunde auch für diese drei Verbindungen.
Beispiele für Halbmetallsesquioxide:
- Bortrioxid B2O3 (Borsesquioxid)
- Arsen(III)-oxid As2O3 (Arsensesquioxid)

Sesquioxide in der 1. Hauptgruppe:
- Rb4O6 → [(Rb+)4(O22−)(O2−)2][1]